# Gaja Filač
Gaja Filač, slovenska igralka, * 11. junij 1998, Postojna.
Širši javnosti je postala znana po vlogah v mladinskem filmu Košarkar naj bo ter v seriji Skrito v raju.

## Izobraževanje
Obiskovala je Osnovno šolo Ledina, šolanje pa nato nadaljevala na Gimnaziji Poljane. V gimnazijskih letih je nastopila v prvem celovečernem filmu, Rdeča raketa v režiji Vojka Anzeljca. Študirala je igro na AGRFT.

## Zasebno
Je hči direktorja fotografije Vilka Filača in polsestra igralke Saše Pavlin Stošić.

## Vloge

### Film
- Rdeča raketa - Ana Flego (2015)
- Košarkar naj bo - Metka (2017)
- Posledice - Mateja (2018)
- Košarkar naj bo 2 - Metka (2019)

### Televizija

#### Serije
- Ena žlahtna štorija - Živa Kocjančič (6. sezona, 2017)
- Lajf je tekma - Ema (2020-2021)
- Leninov park - Tarasova hči (2021)
- Dolina rož - Tarasova hči (2021)
- Têlenovela - Maša Milčinski (2021-2022)
- V imenu ljudstva 2 - Živa Bajc (2022)
- V imenu ljudstva 3 - Živa Bajc (2023)
- Skrito v raju - Lara Dolenc (2024)

#### Oddaje
- Osvežilna fronta - igralka v skečih (2021–danes)
- Krompir - sovoditeljica oddaje (2023–danes)[6]